# Corts de Barcelona (1379-1380)
Les Corts Catalanes varen ser convocades pel rei Pere el Cerimoniós a Barcelona, en 1379-1380, sent President de la Generalitat en Ramon Gener.
Les corts convocades per a obtenir fons per lluitar en la revolta de Sardenya i per intervenir a Sicília on el rei tenia interessos successoris. En els Capítols de Corts aprovats el 3 de desembre de 1379, el braç reial i eclesiàstic prometeren un donatiu de 150.000 lliures condicionat a la participació del braç militar. S'aprovà una bestreta inicial de 50.000 lliures per les accions de defensa més urgents. La resta estava també condicionat al fet que l'expedició es dugués a terme abans d'un any, cosa que no succeí.
El 17 de gener de 1380 la cort nomenà els nous diputats de la Generalitat de Catalunya amb Felip d'Anglesola al front. De resultes dels consell donats per la comissió re-organitzadora de la Generalitat que s'havia nomenat a les corts anteriors, es decidí estalviar diners i no nomenar oïdors de comptes, assignant les funcions d'administrador al diputat reial. També s'acordà assignar una retribució de 150 florins anuals a cada diputat.